# Thelazia skrjabini
Thelazia skrjabini  (nach Konstantin Iwanowitsch Skrjabin) ist ein Parasit, der die Anhangsorgane des Auges (Bindehaut, Tränenapparat) befällt. Wirte sind vor allem Rinder und Schafe sowie wildlebende Wiederkäuer. Zwischenwirt und Überträger sind Echte Fliegen. Die von Thelazia skrjabini und anderen Thelazia-Arten ausgelöste Erkrankung wird als Thelaziose bezeichnet. Der Parasit kommt in Europa, Asien, Nordamerika und Australien vor.

## Merkmale
Adulte sind weißliche Würmer mit einer zarten Querstreifung. Männchen sind 5 bis 11,5 mm lang und ihr Ende bauchwärts gekrümmt. Sie haben 16 bis 32 Paare von Kaudalpapillen vor der Kloake und drei Paare hinter ihr. Die beiden Spicula sind asymmetrisch. Weibchen sind 7,5 bis 21 mm lang und haben ein stumpfes Hinterende. Die Mundhöhle ist bei beiden Geschlechtern klein und flach. Die runde, 11 bis 13,5 μm große Mundöffnung ist ohne Lippen, ihre Vorderkante trägt sechs Grübchen. Um die Mundöffnung liegen zwei Ringe von Kopfpapillen. Der Innenring besteht aus sechs Papillen, der äußere aus vier. Beidseits des Kopfes liegt je eine Amphide, beidseits des Halses je eine Deiride.